# Gyurme Sonam Topgyal
Shasur Gyurme Sonam Topgyal tibétain : འགྱུར་མེད་བསོད་ནམས་སྟོབས་རྒྱལ, Wylie : 'gyur med bsod nams stobs rgyal (1896 - 1967), aussi appelé Shatra Surpa (Shasur) (Shenkawa) (Gyurme Dorje), est un homme politique tibétain qui fut ministre de la religion du gouvernement tibétain en exil.

## Biographie
Né en 1896, il est membre de la famille Surkhang/Shatra. Il est le fils de Shatra Dekyi et Paljor Dorje Shatra, lui-même fils de Phokpon Shenka. Il épouse Dambak Simkhang Tsering Dolma, avec qui il a un fils et une fille. 
Il est d'abord gouverneur (dzongpön) de Penam, puis général (depön).
Il entre au service du gouvernement tibétain en 1921. 
En 1935-1936, il participe à la restauration du monastère de Samyé à la demande du régent Jamphel Yeshe Gyaltsen, le 5e Réting Rinpoché.
Il est promu au rang de theiji (fonctionnaire de troisième rang du gouvernement tibétain) en 1938 mais n'est nommé à aucune fonction jusqu'en mai 1939, date à laquelle il fut nommé agent commercial (garpön) du Tibet occidental. Cependant, il ne s'est jamais rendu à Gartok et se contente d'y envoyer un remplaçant. Il est démis de ses fonctions d'officier responsable de la propriété du dalaï Lama en avril 1947, pour manquement à ses devoirs. Promu depön en octobre 1948, il est aux commandes d'un régiment de 500 hommes. Il est nommé comme faisant fonction de ministre (shape) en novembre 1950.
En 1959, il accompagne le 14e dalaï-lama en exil en Inde.
Il est  ministre de la religion du gouvernement tibétain en exil du premier Kashag, puis premier ministre du second cabinet ministériel (Kashag).